# Frälsningsarméns Scoutförbund
Frälsningsarmén startade sin scoutverksamhet i Sverige 1916, då endast för pojkar i åldern 11-18 år. Pojkscouterna kallades livräddningsscouter. 1922 började man med flickscouter, livräddningsgardet. För 8-11-åriga pojkar startades livräddningspojkar, namnet ändrades till solvargar och senare till vargungar. Motsvarande för flickor var solstrålar som senare kallades blåvingar. 
Livräddnigsscouterna anslöts 1943 till Svenska scoutunionen som Frälsningsarméns scoutförbund. Livräddningsgarderna blev Frälsningsarméns flickscoutförbund 1949 och anslöts 1951 till Sveriges flickscoutråd. 1961 förenades pojk- och flickscouterna i ett förbund, Frälsningsarméns Scoutförbund. 

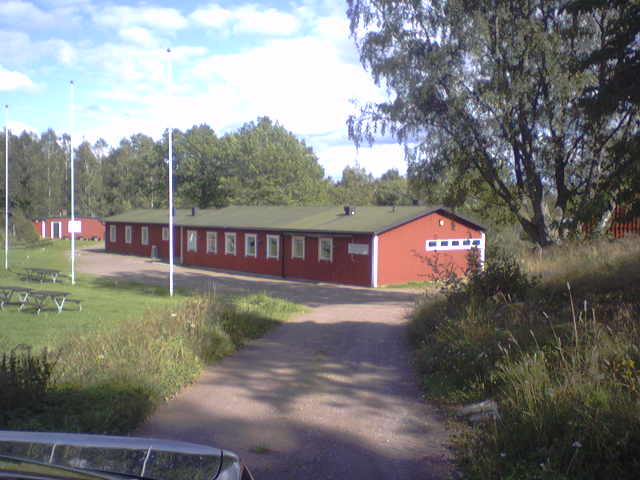
Lägergården Högaberg

1971 delade man in verksamheten i minior-, junior-, patrull- och seniorscouter med både pojkar och flickor i avdelningar och patruller. Under senare år har några kårer även startat s.k. "Bäverscouter" för barn som inte har åldern inne för att bli miniorscouter.
Scouthalsduken är i Frälsningsarméns färger: rött, gult och blått.
Frälsningsarméns scoutförbund är ett av fem scoutförbund som är anslutet till Svenska Scoutrådet (SSR). På årsmötet 2009 beslutade de dock att istället för att vara ett förbund, bli ett ideologiskt distrikt inom Svenska Scoutförbundet. Frälsningarméns Scoutförbund har även implementerat de nya gemensamma avdelningsnamnen framtagna inom Svenska Scoutrådet.